# Echium webbii
Echium webbii Coincy, conocido como arrebol azul, es una especie de planta arbustiva perenne perteneciente a la familia Boraginaceae originaria de la Macaronesia.

## Descripción

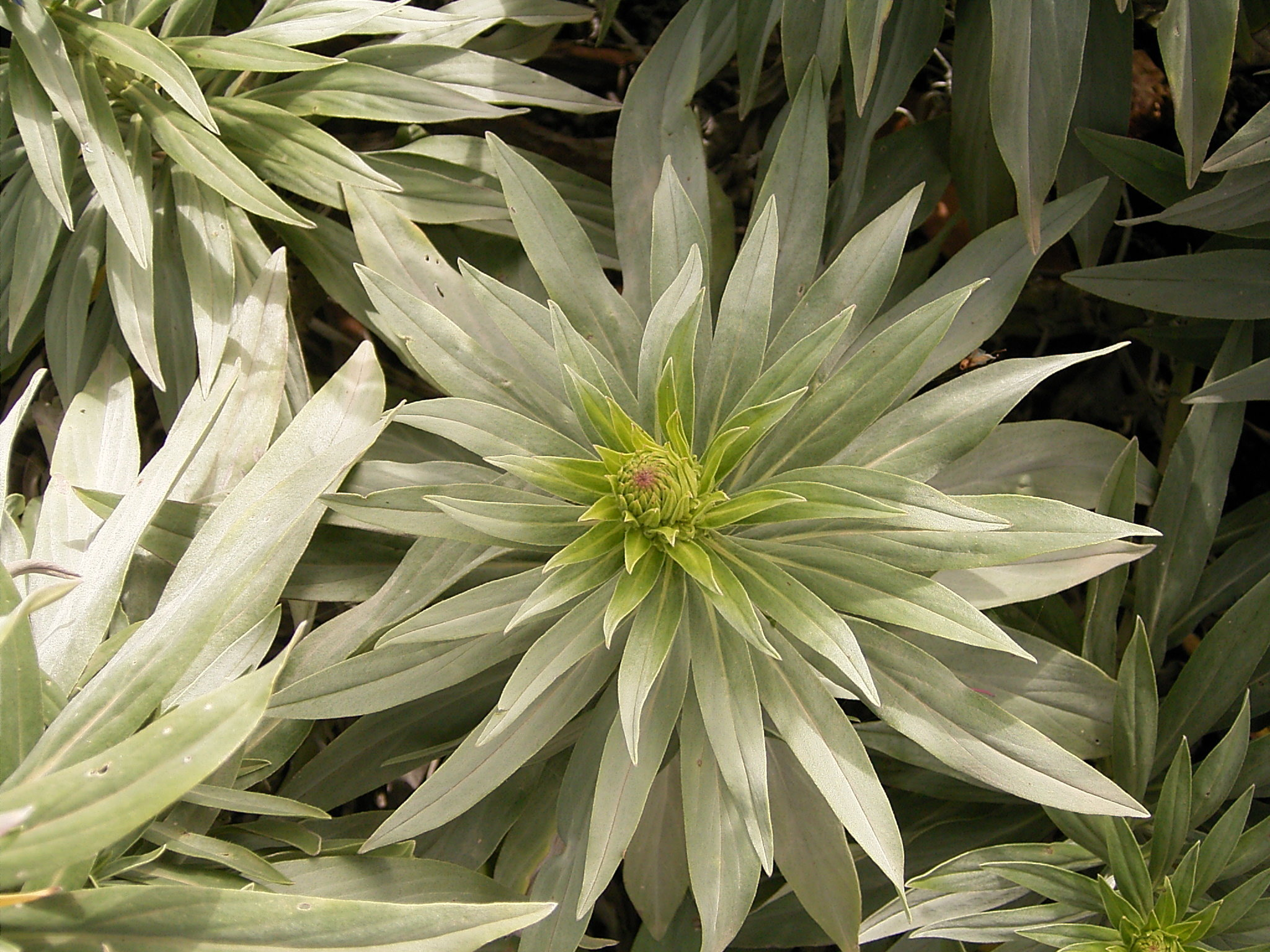
Detalle de las hojas.

Pertenece al grupo de arbustos ramificados con varias inflorescencias. Se diferencia porque la corola de las flores no se encuentra comprimida lateralmente y es de color azul. Las inflorescencias son cilíndricas y las hojas, mayores de 8 cm, son lanceoladas, con pelos similares por ambas caras. A diferencia de Echium virescens DC., de la isla de Tenerife, posee cimas laterales sencillas.
La especie puede hibridar en el medio natural con Echium brevirame Sprague & Hutch.

## Distribución y hábitat

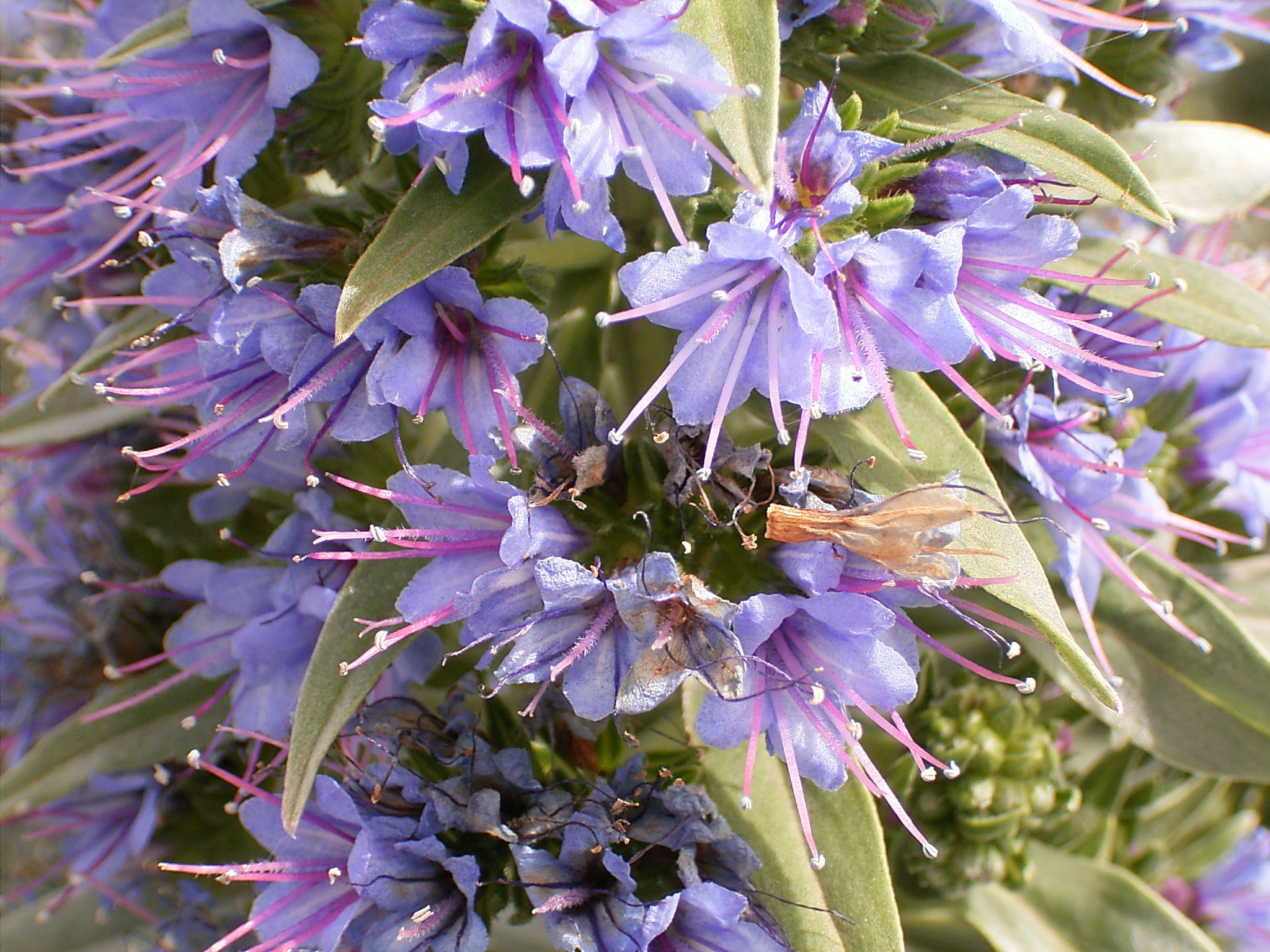
Detalle de las flores.

Echium webbii es un endemismo de la isla de La Palma, en las islas Canarias ―España―.

## Taxonomía
Fue descrita por Auguste Henri Cornut de Coincy y publicada en Bulletin de l'Herbier Boissier en 1903.
Etimología
Echium: nombre genérico que deriva del griego echion, derivado de echis que significa víbora, por la forma triangular de las semillas que recuerda vagamente a la cabeza de una víbora.
webbii: epíteto dedicado a Philip Barker Webb, viajero y naturalista inglés que recolectó en Canarias entre 1828 y 1830.
Sinonimia
- Echium bifrons Webb & Berthel.[7]

## Estado de conservación
Se encuentra protegida por la Orden de 20 de febrero de 1991 sobre protección de especies de la flora vascular silvestre de la Comunidad Autónoma de Canarias, incluyéndose en su Anexo II.

## Nombres comunes
Se conoce como arrebol azul.